# Giuseppe Soravia
Giuseppe Soravia (Valle di Cadore, 23 gennaio 1948 – Innsbruck, 26 novembre 1980) è stato un bobbista italiano.

## Biografia
Nato nel 1948 a Valle di Cadore, in provincia di Belluno, nel 1979 vinse la medaglia di bronzo nel bob a due ai campionati italiani.
L'anno successivo, a 32 anni, partecipò ai Giochi olimpici di Lake Placid 1980, nel bob a due in coppia con Georg Werth, terminando 16º con il tempo totale di 4'18"17. Nell'occasione fu l'atleta più anziano della spedizione azzurra alle Olimpiadi svolte nella località nello stato di New York.
Nello stesso anno morì, per le conseguenze di un incidente con il bob a 4 a Igls, che gli causò una doppia frattura al cranio.